# Parafreutreta leonina
Parafreutreta leonina är en tvåvingeart som beskrevs av Munro 1953. Parafreutreta leonina ingår i släktet Parafreutreta och familjen borrflugor.
Artens utbredningsområde är Kenya. Inga underarter finns listade i Catalogue of Life.